# Aegocera fuscicosta
Aegocera fuscicosta är en fjärilsart som beskrevs av Jordan 1913. Aegocera fuscicosta ingår i släktet Aegocera och familjen nattflyn. Inga underarter finns listade i Catalogue of Life.